# Jun Kimura
Jun Kimura (* 26. Mai 1991) ist ein japanischer Leichtathlet, der sich auf den Sprint spezialisiert.

## Sportliche Laufbahn
Erste internationale Erfahrungen sammelte Jun Kimura bei den Juniorenweltmeisterschaften 2010 im kanadischen Moncton, bei denen er im 200-Meter-Lauf mit 21,53 s im Halbfinale ausschied und mit der japanischen 4-mal-100-Meter-Staffel in 39,89 s auf Platz vier einlief. Zudem wurde er mit der 4-mal-400-Meter-Staffel in 3:07,94 min Fünfter. 2013 gewann er bei der Sommer-Universiade in Kasan die Silbermedaille mit der 4-mal-100-Meter-Staffel. Während er im Einzelbewerb über 400 Meter im Halbfinale ausschied, belegte er mit der 4-mal-400-Meter-Staffel in 3:06,58 min den vierten Platz. Bei den Asienspielen 2018 in Jakarta gewann er mit der japanischen Stafette über diese Distanz Bronze hinter den Mannschaften aus Katar und Indien. Er kam dort nur im Vorlauf zum Einsatz. Zudem belegte er mit der gemischten Staffel in 3:21,90 min Platz vier.

## Persönliche Bestzeiten
- 200 Meter: 21,02 s (0,0 m/s), 1. Juli 2012 in Osaka
- 400 Meter: 46,00 s, 3. Mai 2013 in Fukuroi